# فرنسيسكو ميدرانو
فرنسيسكو ميدرانو (بالإسبانية: Francisco Medrano)‏ هو لاعب كرة قدم سلفادوري في مركز الوسط، ولد في 14 يوليو 1983 في سان سلفادور في السلفادور. شارك مع منتخب السلفادور لكرة القدم. أما مع النوادي، فقد لعب مع نادي أكويلا ونادي لويس أنخيل فيربو.

## وصلات خارجية
- فرنسيسكو ميدرانو على موقع قاعدة بيانات كرة القدم.إي يو (الإنجليزية)
- فرنسيسكو ميدرانو على موقع ناشيونال فوتبول تيمز (الإنجليزية)